# Okres Prachatice

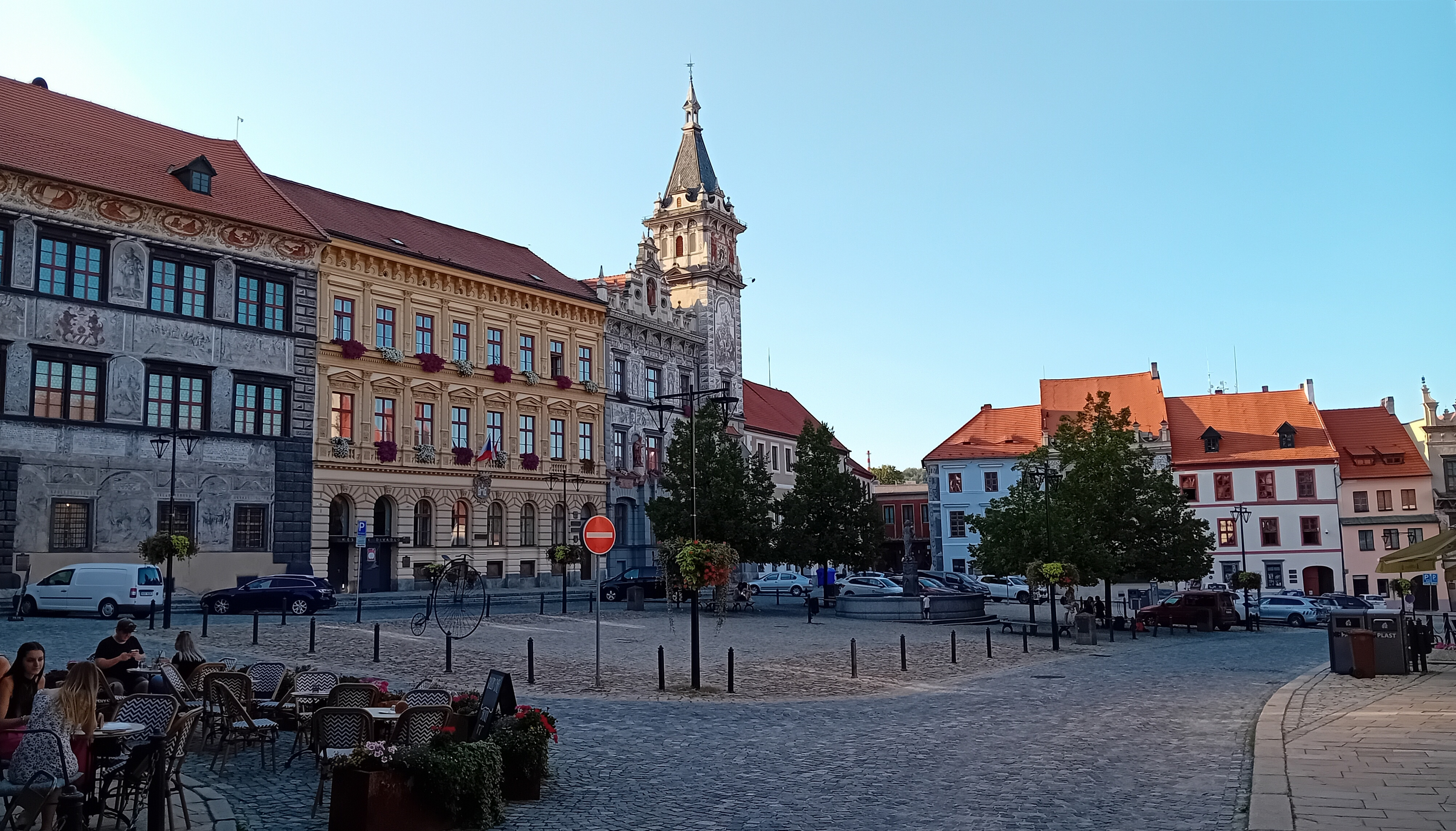
Centrum okresního města

Okres Prachatice je okres v Jihočeském kraji. Jeho dřívějším sídlem bylo město Prachatice.
Okres je vymezen správními obvody obcí s rozšířenou působností Prachatice a Vimperk.
Okres Prachatice sousedí s jihočeskými okresy Strakonice, České Budějovice a Český Krumlov a okresem Klatovy v Plzeňském kraji. Jeho jihozápadní hranice je z větší části státní hranicí s Německem, na jihu pak s Rakouskem.

## Struktura povrchu
K 31. prosinci 2003 měl okres celkovou plochu 1375,04 km², z toho:
- 36,29 % zemědělských pozemků, které z 37,63 % tvoří orná půda (13,66 % rozlohy okresu)
- 63,71 % ostatní pozemky, z toho 81,81 % lesy (52,12 % rozlohy okresu)

## Demografické údaje
Data k 1.1.2021
| Popis          | Celkem | Muži           | Ženy           |
| -------------- | ------ | -------------- | -------------- |
| počet obyvatel | 50 779 | 25 477 50,17 % | 25 302 49,83 % |

- hustota zalidnění: 36,87 ob./km²
- 51,81 % obyvatel žije ve městech

### Největší města
| Město          | Počet obyvatel k 1.1.2024 |
| -------------- | ------------------------- |
| Prachatice     | 11 250                    |
| Vimperk        | 7 364                     |
| Volary         | 3 715                     |
| Netolice       | 2 498                     |
| Lhenice        | 2 109                     |
| Vlachovo Březí | 1 748                     |
| Čkyně          | 1 561                     |
| Husinec        | 1 414                     |

### Školství
(2003)
| Druh školy                     | Počet škol |
| ------------------------------ | ---------- |
| Mateřské školy                 | 31         |
| Základní školy                 | 29         |
| Gymnázia                       | 2          |
| Střední školy průmyslové školy | 4          |
| Střední odborná učiliště       | 4          |
| Vyšší odborné školy            | 1          |

### Zdravotnictví
(2003)
| Lékaři                          | 157 |
| Nemocnice                       | 2   |
| Specializovaná léčebná zařízení | 2   |
| Zubní lékaři                    | 24  |
| Lékárny                         | 15  |

### Zdroj
- Český statistický úřad

## Silniční doprava
Okresem prochází silnice I. třídy I/4, I/20 a I/39. Silnice II. třídy jsou II/122, II/141, II/142, II/143, II/144, II/145, II/165, II/166, II/167, II/168, II/169, II/170 a II/171.

## Železniční doprava
Okresem prochází železniční tratě : České Budějovice – Černý Kříž, Číčenice – Nové Údolí, Strakonice–Volary.

## Seznam obcí a jejich částí
Města jsou uvedena tučně, městyse kurzívou, části obcí malince.

Babice (Zvěřetice) •
Bohumilice •
Bohunice •
Borová Lada (Černá Lada • Knížecí Pláně • Nový Svět • Paseka • Svinná Lada • Šindlov • Zahrádky) •
Bošice (Budilov • Hradčany • Záhoří) •
Budkov •
Buk (Včelná pod Boubínem • Vyšovatka) •
Bušanovice (Beneda • Dolní Nakvasovice • Horní Nakvasovice • Želibořice) •
Čkyně (Dolany • Horosedly • Onšovice • Předenice • Spůle • Záhoříčko) •
Drslavice (Chválov • Škarez 1.díl • Švihov • Trpín) •
Dub (Borčice • Dubská Lhota • Dvorec • Javornice) •
Dvory •
Horní Vltavice (Březová Lada • Polka • Račí • Slatina • Žlíbky) •
Hracholusky (Obora • Vrbice • Žitná) •
Husinec (Horouty • Výrov) •
Chlumany •
Chroboly (Leptač • Lučenice • Ovesné • Příslop • Rohanov • Záhoří) •
Chvalovice •
Kratušín (Chlístov) •
Křišťanov (Arnoštov • Markov) •
Ktiš (Březovík • Dobročkov • Ktiš-Pila • Miletínky • Smědeč • Smědeček • Tisovka • Třebovice) •
Kubova Huť •
Kvilda (Bučina • Františkov • Hraběcí Huť • Vydří Most) •
Lažiště •
Lčovice •
Lenora (Houžná • Kaplice • Vlčí Jámy • Zátoň) •
Lhenice (Dolní Chrášťany • Horní Chrášťany • Hoříkovice • Hrbov • Třebanice • Třešňový Újezdec • Vadkov • Vodice) •
Lipovice (Konopiště) •
Lužice •
Mahouš •
Malovice (Holečkov • Hradiště • Krtely • Malovičky • Podeřiště) •
Mičovice (Frantoly • Jáma • Klenovice • Ratiborova Lhota) •
Nebahovy (Jelemek • Kralovice • Lažišťka • Zdenice) •
Němčice (Sedlovice) •
Netolice (Petrův Dvůr) •
Nicov (Popelná • Řetenice • Studenec) •
Nová Pec (Bělá • Dlouhý Bor • Jelení • Láz • Nové Chalupy • Pěkná) •
Nové Hutě •
Olšovice (Hláska) •
Pěčnov •
Prachatice (Kahov • Libínské Sedlo • Městská Lhotka • Oseky • Ostrov • Perlovice • Podolí • Prachatice I • Prachatice II • Stádla • Staré Prachatice • Volovice) •
Radhostice (Dvorec • Libotyně • Lštění) •
Stachy (Jaroškov • Úbislav) •
Stožec (České Žleby • Dobrá) •
Strážný (Hliniště • Kořenný • Strážný • Řasnice)  •
Strunkovice nad Blanicí (Blanička • Malý Bor • Protivec • Svojnice • Šipoun • Velký Bor • Žíchovec) •
Svatá Maří (Brdo • Smrčná • Štítkov • Trhonín • Vícemily) •
Šumavské Hoštice (Kosmo • Škarez 2.díl • Vojslavice) •
Těšovice (Běleč • Bělečská Lhota) •
Tvrzice •
Újezdec •
Vacov (Benešova Hora • Čábuze • Javorník • Lhota nad Rohanovem • Milíkov • Miřetice • Mladíkov • Nespice • Přečín • Ptákova Lhota • Rohanov • Vlkonice • Žár) •
Vimperk (Arnoštka • Bořanovice • Boubská • Cejsice • Hrabice • Klášterec • Korkusova Huť • Křesanov • Lipka • Michlova Huť • Modlenice • Pravětín • Skláře • Solná Lhota • Sudslavice • U Sloupů • Veselka • Vimperk I • Vimperk II • Vimperk III • Vnarovy • Výškovice) •
Vitějovice •
Vlachovo Březí (Dachov • Dolní Kožlí • Doubrava • Horní Kožlí • Chocholatá Lhota • Mojkov • Uhřice) •
Volary (Chlum • Mlynářovice) •
Vrbice •
Záblatí (Albrechtovice • Hlásná Lhota • Horní Záblatí • Křišťanovice • Řepešín • Saladín • Zvěřenice) •
Zábrdí •
Zálezly (Bolíkovice • Kovanín • Setěchovice) •
Zbytiny (Blažejovice • Koryto • Skříněřov • Spálenec • Sviňovice) •
Zdíkov (Branišov • Hodonín • Masákova Lhota • Nový Dvůr • Putkov • Račov • Zdíkovec • Žírec) •
Žárovná •
Želnava (Slunečná • Záhvozdí) •
Žernovice (Dubovice)

## Řeky
- Vltava
- Blanice
- Volyňka
- Studená Vltava
- Teplá Vltava